# Frognøya
Frognøya est une île de la commune de Hole,  dans le comté de Buskerud en Norvège.

## Description
L'île de 0,6 km2 est située dans le Tyrifjord, au sud de la péninsule de Røyse. Il y a une petite ferme sur l'île.
Les premières informations connues sur l'île proviennent de la Hákonar saga Hákonarsonar et datent de l'hiver 1221/1222, lorsque le groupe rebelle Ribbungene y a élu domicile. Le jeune chef Sigurd Ribbung (1204-1226) a pris des otages parmi les agriculteurs et s'est installé sur l'île, après avoir perdu une bataille mineure contre les agriculteurs et les Birkebeiner sur une plage de Røyse. Il aurait poursuivi ses vols jusqu'à sa mort à Oslo.